# 3390 Demanet
A 3390 Demanet (ideiglenes jelöléssel 1984 ES1) a Naprendszer kisbolygóövében található aszteroida. Henri Debehogne fedezte fel 1984. március 2-án.